# كريستين دي بروين (متزلجة)
كريستين دي بروين (المعروفة أيضًا باسم بوشي، من مواليد 3 مارس 1989) هي متزلجة جماعية كندية. نافست بوشي في دورة الألعاب الأولمبية الشتوية 2018 مع ميليسا لوثولز. فازت بوشي بالميدالية البرونزية في البطولة والميدالية الفضية في فريقها مع لوثولز في بطولة العالم للتزلج الجماعي 2019 في ويسلر بكولومبيا البريطانية.
اختيرت كريستسن في يناير 2022 ضمن فريق كندا الأولمبي 2022 للتزلج الجماعي. واصلت كريستسن الفوز بالميدالية البرونزية في حدث المونوبوب الافتتاحي.
أعلن المركز الكندي لأخلاقيات الرياضة في نوفمبر 2022 أن نتيجة اختبار كريستسن دي بروين كانت إيجابية لمادة غير مشروعة واعترف بانتهاكها للقوانين. أوقفت كريستسن على إثر ذلك عن التدريب والمنافسة لمدة ثلاث سنوات. أدى التوقيع على القبول إلى تقليل الحظر لمدة عام واحد. وقالت كريستسن إنها لم تكن قادرة ماليا على الطعن في الحكم.